# 乳清奶酪

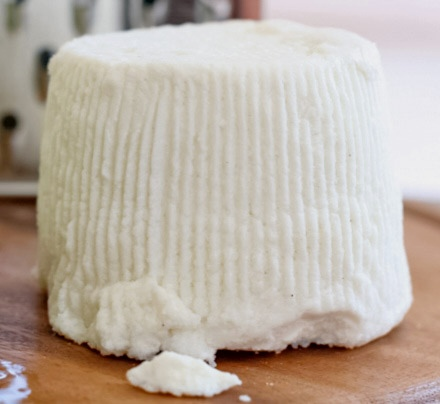
里科塔奶酪，很可能是最古老的乳清奶酪

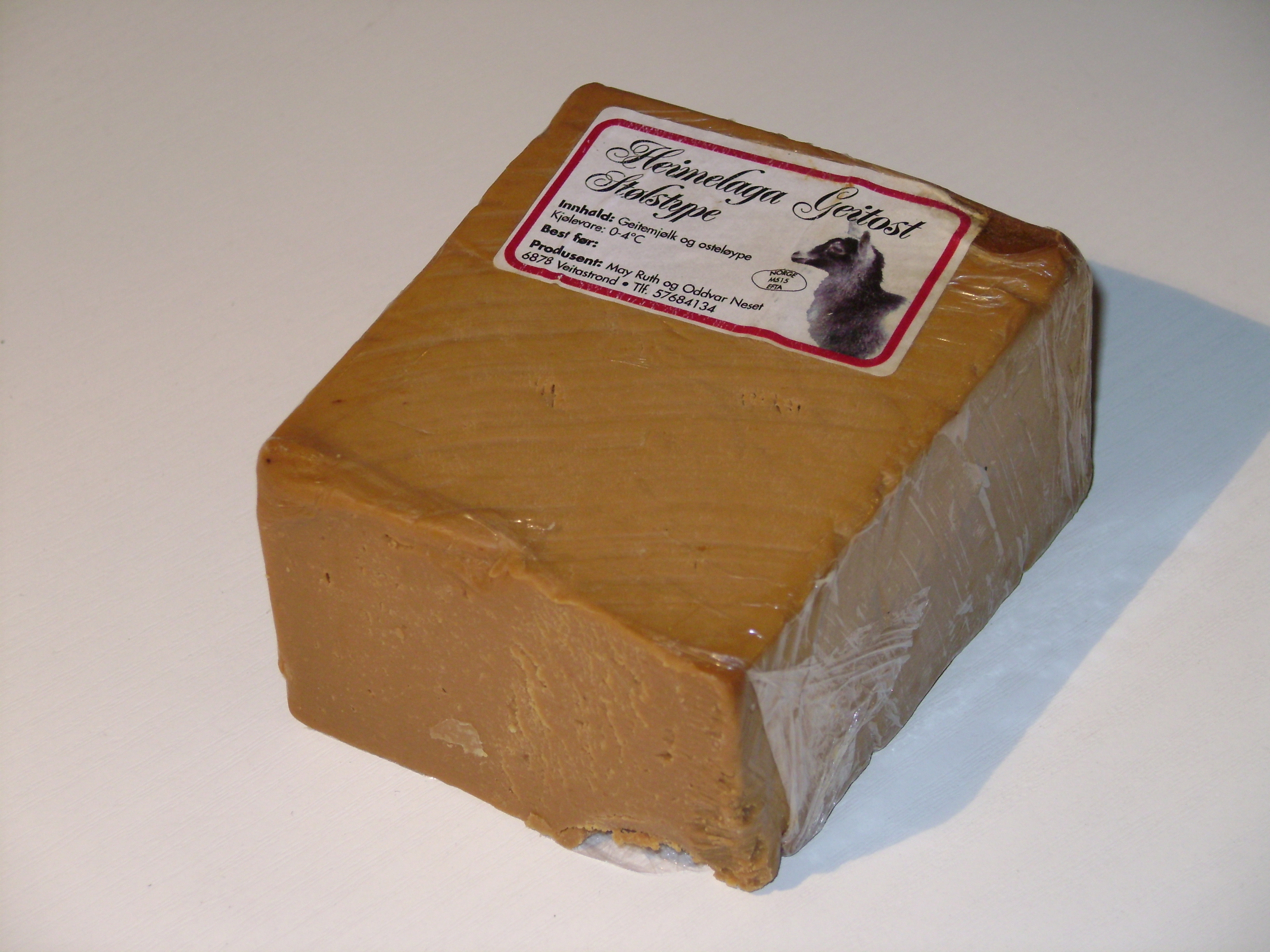
用剩余的乳清制成的“山羊奶酪”（Geitost）

乳清奶酪是一种由乳清制成的奶制品，乳清则是乾酪制作的副产品。大多数奶酪生产后会有约50%的乳固体保留在乳清中，包括大部分乳糖和乳清蛋白。生产乳清奶酪得以让奶酪制造商使用剩余的乳清，而不是将其作为废物丢弃。
有两种完全不同的由乳清制成的奶制品，二者均称为“乳清奶酪”：
- 白蛋白奶酪，通过加热或加酸使乳清中的白蛋白凝固而制成，如里科塔奶酪、米齐斯拉奶酪（英语：mizithra）等。
- 挪威棕奶酪，通过将乳清煮沸浓缩成糖制成，主要成分为焦糖化乳糖，如“乳清奶酪”（mysost）等。由于它们主要不是由凝固的牛奶蛋白制成，因此从技术上讲它们不是奶酪[3][4]。

除此之外，如茅屋起司在製作過程中也會保留一部份的乳清。
奶酪和乳清奶酪在《食品法典》为不同类别。在欧盟的命名体系中，受保护的乳清奶酪属于其他动物源产品的1.4类，而不是奶酪的1.3类。